# Baralle
Baralle est une commune française située dans le département du Pas-de-Calais en région Hauts-de-France. Ses habitants sont appelés les Barallois.
La commune fait partie de la communauté de communes Osartis Marquion qui regroupe 49 communes et compte 42 651 habitants en 2021.

## Géographie

### Localisation
Localisée dans le sud-est du département du Pas-de-Calais, Baralle est une commune rurale située, à vol d'oiseau, à 13 km au nord-ouest de la commune de Cambrai et à 22 km au sud-est de la commune d’Arras (chef-lieu d'arrondissement et préfecture du Pas-de-Calais).
Le territoire de la commune est limitrophe de ceux de huit communes.
Les communes limitrophes sont  Buissy, Inchy-en-Artois, Marquion, Rumaucourt, Sains-lès-Marquion, Sauchy-Cauchy, Saudemont et Villers-lès-Cagnicourt.

### Géologie et relief
La superficie de la commune est de 7,95 km2 ; son altitude varie de 44  à   78 mètres.

### Hydrographie
Le territoire de la commune est situé dans le bassin Artois-Picardie.
L'est de la commune est limitrophe du canal du Nord, un canal, chenal navigable de 75,56 km, qui prend sa source dans la commune de Étricourt-Manancourt et se jette dans le Canal de la Sensée au niveau de la commune d'Arleux.
La commune dispose du grand marais pour la pêche.

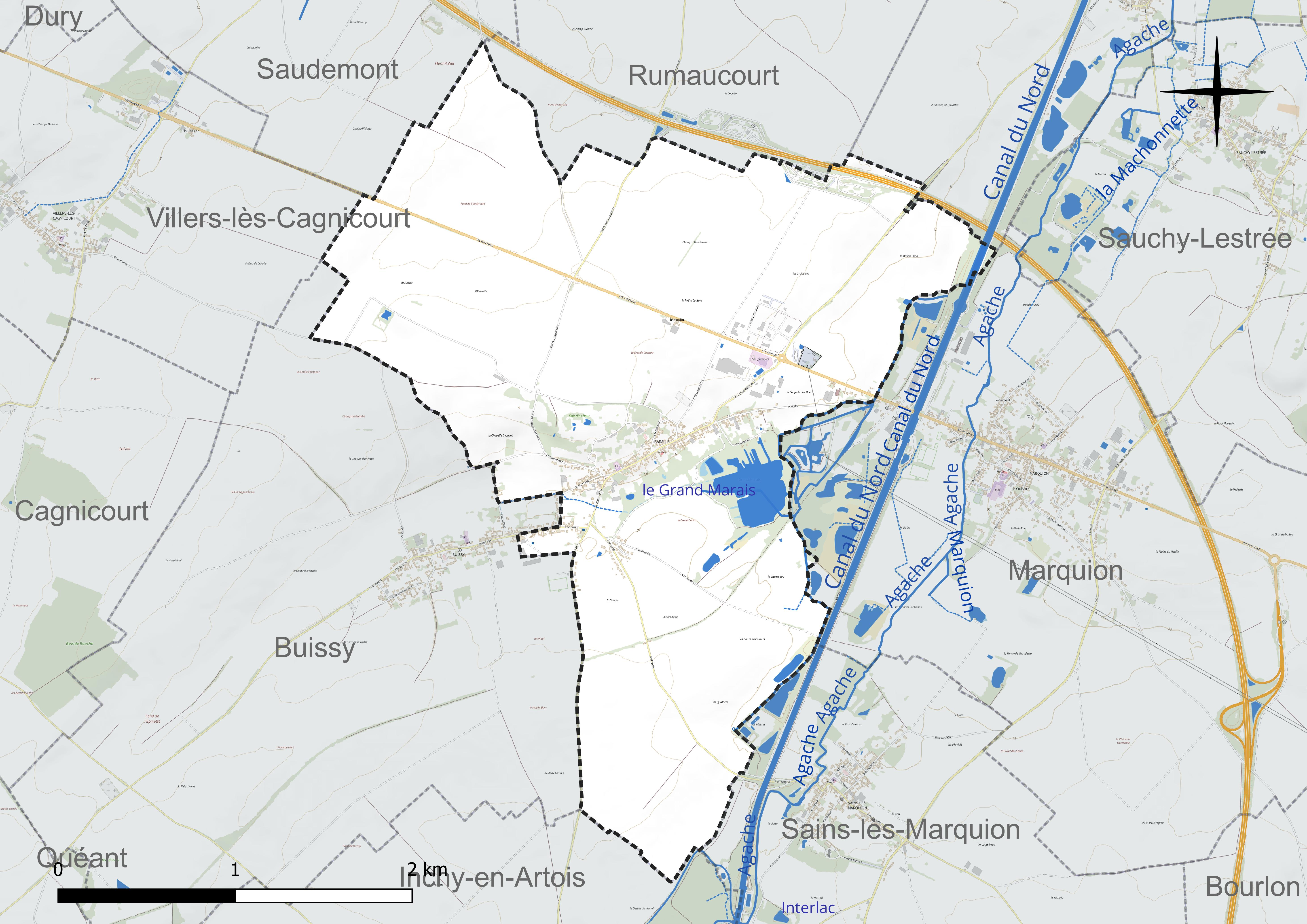
Réseau hydrographique de Baralle.

### Climat
Pour des articles plus généraux, voir Climat des Hauts-de-France et Climat du Pas-de-Calais.
En 2010, le climat de la commune est de type climat océanique dégradé des plaines du Centre et du Nord, selon une étude du CNRS s'appuyant sur une série de données couvrant la période 1971-2000. En 2020, Météo-France publie une typologie des climats de la France métropolitaine dans laquelle la commune est exposée à un climat océanique et est dans la région climatique Nord-est du bassin Parisien, caractérisée par un ensoleillement médiocre, une pluviométrie moyenne régulièrement répartie au cours de l’année et un hiver froid (3 °C).
Pour la période 1971-2000, la température annuelle moyenne est de 10,4 °C, avec une amplitude thermique annuelle de 14,7 °C. Le cumul annuel moyen de précipitations est de 697 mm, avec 11,9 jours de précipitations en janvier et 8,9 jours en juillet. Pour la période 1991-2020, la température moyenne annuelle observée sur la station météorologique la plus proche, située sur la commune d'Épinoy à 8 km à vol d'oiseau, est de 10,9 °C et le cumul annuel moyen de précipitations est de 702,9 mm,. Pour l'avenir, les paramètres climatiques de la commune estimés pour 2050 selon différents scénarios d'émission de gaz à effet de serre sont consultables sur un site dédié publié par Météo-France en novembre 2022.

### Paysages
Pour un article plus général, voir Paysage en France.
La commune est située dans le paysage régional des grands plateaux artésiens et cambrésiens tel que défini dans l’atlas des paysages de la région Nord-Pas-de-Calais, conçu par la direction régionale de l'Environnement, de l'Aménagement et du Logement (DREAL),. Ce paysage régional, qui concerne 238 communes, est dominé par les « grandes cultures » de céréales et de betteraves industrielles qui représentent 70 % de la surface agricole utilisée (SAU).

### Milieux naturels et biodiversité

#### Zones naturelles d'intérêt écologique, faunistique et floristique
L’inventaire des zones naturelles d'intérêt écologique, faunistique et floristique (ZNIEFF) a pour objectif de réaliser une couverture des zones les plus intéressantes sur le plan écologique, essentiellement dans la perspective d’améliorer la connaissance du patrimoine naturel national et de fournir aux différents décideurs un outil d’aide à la prise en compte de l’environnement dans l’aménagement du territoire.
Le territoire communal comprend une ZNIEFF de type 1 : le grand Marais de Baralle et prairies de Marquion, d’une superficie de 85 ha et d'une altitude variant de 48  à   50 mètres. Cette ZNIEFF fait partie d’un vaste complexe de marais alluviaux constitué de grands étangs, de boisements marécageux, de peupleraies et de prairies alluviales.
et une ZNIEFF de type 2 : le complexe écologique de la vallée de la Sensée. Cette ZNIEFF de la vallée de la Sensée s’étend sur plus de 20 km depuis les communes de Remy et Haucourt jusqu’à la confluence de la rivière canalisée avec l’Escaut. Elle forme une longue dépression à fond tourbeux, creusée entre des plateaux aux larges ondulations ; Ostrevent au Nord, bas-Artois au Sud et Cambrésis à l’Est.

Carte des ZNIEFF de type 1 et 2 sur la commune
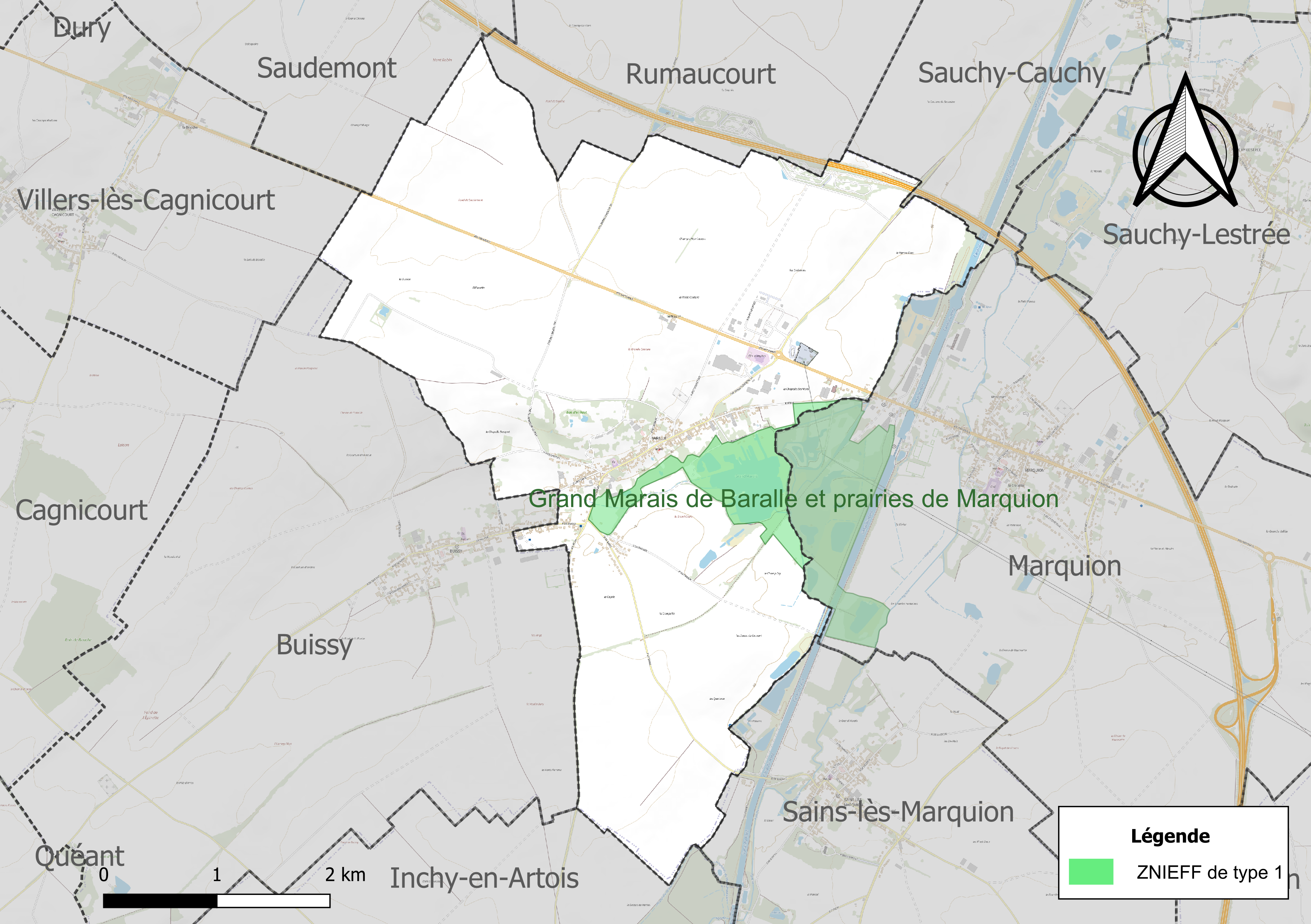
Carte de la ZNIEFF de type 1 sur la commune.
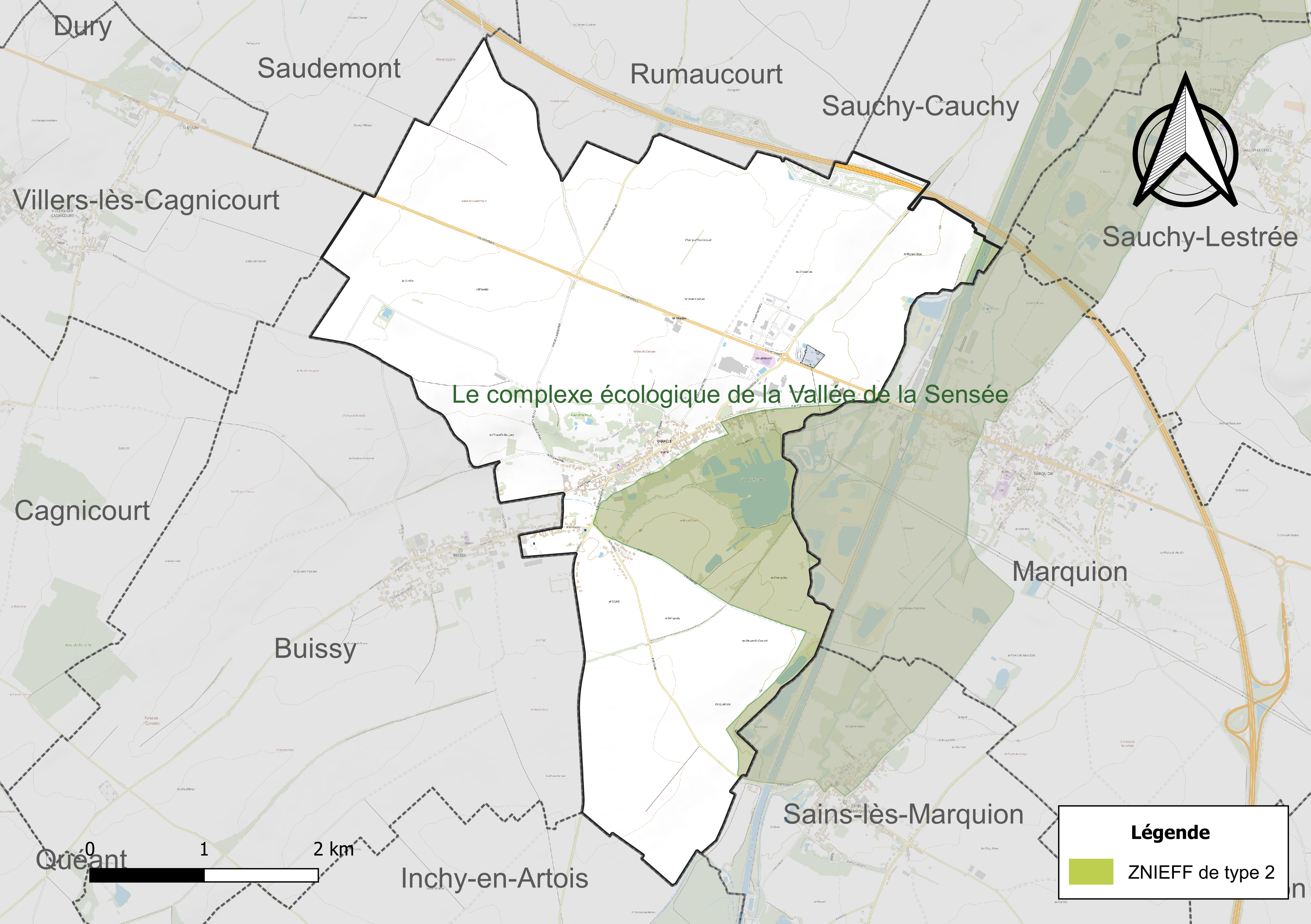
Carte de la ZNIEFF de type 2 sur la commune.

## Urbanisme

### Typologie
Au 1er janvier 2024, Baralle est catégorisée commune rurale à habitat dispersé, selon la nouvelle grille communale de densité à sept niveaux définie par l'Insee en 2022.
Elle est située hors unité urbaine et hors attraction des villes,.

### Occupation des sols
L'occupation des sols de la commune, telle qu'elle ressort de la base de données européenne d’occupation biophysique des sols Corine Land Cover (CLC), est marquée par l'importance des territoires agricoles (89,1 % en 2018), en diminution par rapport à 1990 (93,4 %). La répartition détaillée en 2018 est la suivante : 
terres arables (85,8 %), zones urbanisées (7,4 %), zones humides intérieures (3,5 %), zones agricoles hétérogènes (3,2 %), prairies (0,1 %). L'évolution de l’occupation des sols de la commune et de ses infrastructures peut être observée sur les différentes représentations cartographiques du territoire : la carte de Cassini (XVIIIe siècle), la carte d'état-major (1820-1866) et les cartes ou photos aériennes de l'IGN pour la période actuelle (1950 à aujourd'hui).

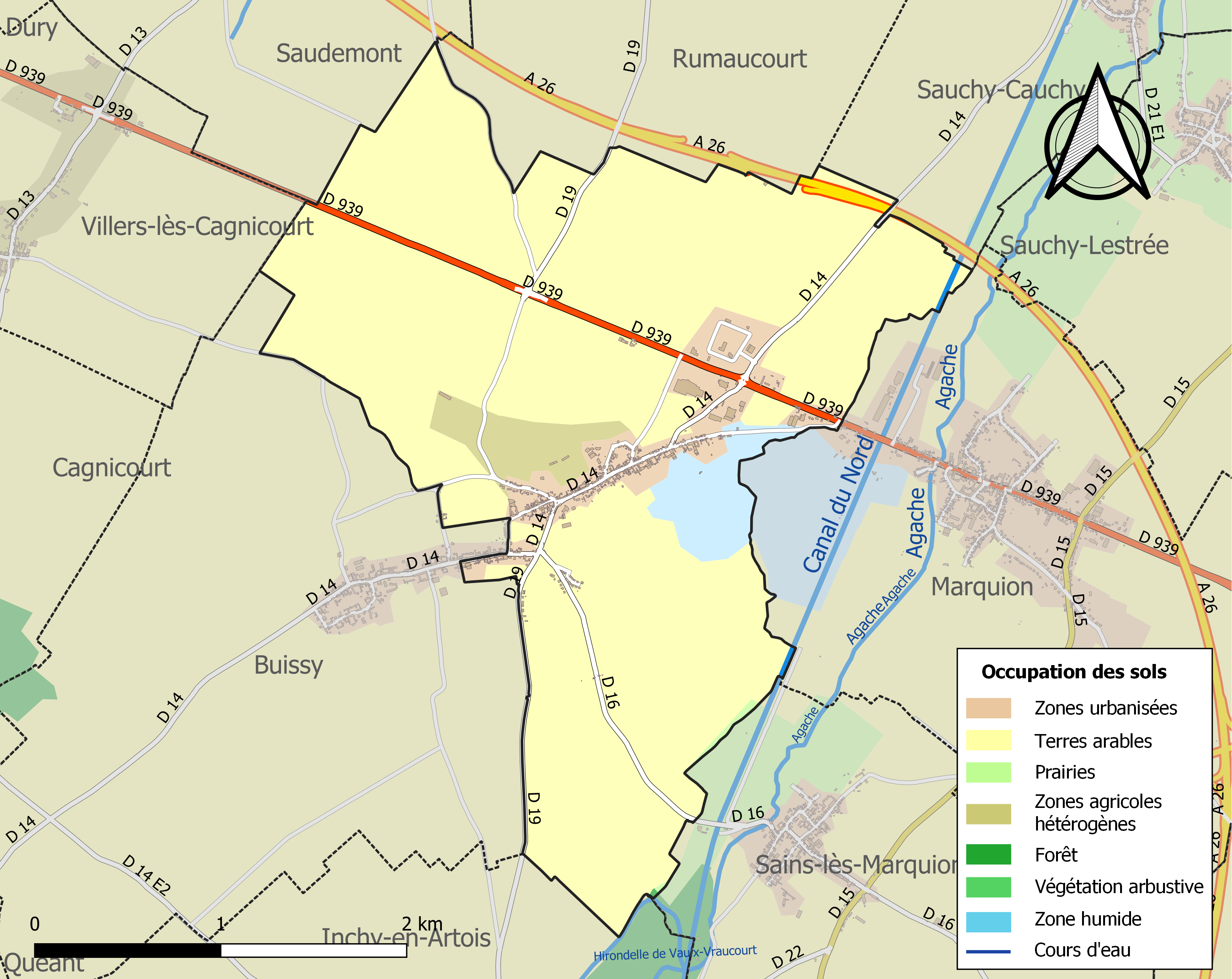
Carte des infrastructures et de l'occupation des sols de la commune en 2018 (CLC).

### Voies de communication et transports

#### Voies de communication
La commune est desservie par la route départementale D 14, D 19 et la D 939 qui relie Cambrai et Le Touquet-Paris-Plage.
Le nord de la commune est limitrophe de l'autoroute A26 (aussi appelée l'autoroute des Anglais) et la commune est située à 7 km de la sortie 8 de cette autoroute.

#### Transport ferroviaire
La commune se trouve à 14 km de la gare de Cambrai, située sur la ligne de Saint-Just-en-Chaussée à Douai, desservie par des trains TER Hauts-de-France.

## Toponymie
Le nom de la localité est attesté sous les formes Barala au XIe siècle (Balderic, p. 215), Barale en 1244 (1er cart. d’Art., f° 23 r°), Baralle en 1527 (sc. de Flandre, n° 2231), Barail en 1559 (D. Grenier, t. CXCIV, p. 215).
Dérivé de barra, « barrière, clôture » et a du designer a l'origine une « terre clôturée ».

## Histoire
Au XVIIe siècle, Baralle est le siège d'une seigneurie.
À la veille de la Révolution française, en 1789, les habitants de Baralle rédigent comme beaucoup de communes ou groupes de communes françaises un cahier de doléances, dans lequel ils demandent l'abolition de certains privilèges seigneuriaux et l'égalité en droit de tous les citoyens. Ils demandent en particulier que les seigneurs n'aient plus de droits particuliers dans les marais, la suppression du droit de planti (droit de planter des arbres le long des routes) aux seigneurs, et son octroi aux particuliers qui doivent planter eux-mêmes les abords de leur propriété. Beaucoup de leurs revendications concernent les impôts trop élevés et ils demandent la suppression d'un certain nombre d'impôts et la réforme de leur perception qui doit être plus directe pour éviter les frais inutiles. Ils demandent que les droits de banalité soient annulés ou rachetés, il s'agissait de droits perçus pour l'utilisation des moulins banaux. Ils veulent par ailleurs rester dans la religion catholique et exigent l'égalité de sépulture pour tous, pour être égaux dans la vie et dans la mort, ils ont le souci des pauvres qui doivent bénéficier des revenus des fabriques. Ils demandent une réforme des héritages des seigneurs pour transformer les fiefs en rotures.
Les signataires sont le mayeur dénommé Ringeval et 34 signataires : Lanthier, de Saint Aubert, Rigeval, Grottard, Adrien Fournier, Benoît Cuvillier, Théry, Philippe Lantache, Dellemotte, Charles Eugène Lacour, Williervalle, Théron, Pène, Williot, Clary, Blay, Lenain, Dollet, Pierre J. Ringvalle, Sarry, Adrien Cuvellier, Didier Damlencourt, Merguse, Jean-Baptiste Féron, Poralle, Guislain Drode, Williervalle, Loquet, Charles Théron, François Thellet et Bridelle.
La commune est décorée de la croix de guerre 1914-1918 par décret du 23 septembre 1920, distinction également attribuée à 276 autres communes du Pas-de-Calais.

## Politique et administration

### Découpage territorial
La commune se trouve dans l'arrondissement d'Arras du département du Pas-de-Calais.

#### Commune et intercommunalités
La commune est membre de la communauté de communes Osartis Marquion.

#### Circonscriptions administratives
La commune est rattachée au canton de Bapaume.

#### Circonscriptions électorales
Pour l'élection des députés, la commune fait partie de la première circonscription du Pas-de-Calais.

### Élections municipales et communautaires

#### Liste des maires
| Période                                  | Période                       | Identité              | Étiquette | Qualité |
| ---------------------------------------- | ----------------------------- | --------------------- | --------- | --- |
| Les données manquantes sont à compléter. |                               |                       |           | |
| mars 1977                                |                               | Marcel Depreux        |           | |
| Les données manquantes sont à compléter. |                               |                       |           | |
| mars 2001                                | 2008                          | René Caffin           |           | |
| mars 2008                                | En cours (au 31 janvier 2022) | Jean-Pierre Lestocard | PRG       | Retraité de la fonction publique territoriale Réélu pour le mandat 2014-2020, Réélu pour le mandat 2020-2026, |

## Équipements et services publics

### Justice, sécurité, secours et défense
La commune dépend du tribunal judiciaire d'Arras, du conseil de prud'hommes d'Arras, de la cour d'appel de Douai, du tribunal de commerce d'Arras, du tribunal administratif de Lille, de la cour administrative d'appel de Douai et du tribunal pour enfants d'Arras.

## Population et société

### Démographie
Les habitants de la commune sont appelés les Barallois.

#### Évolution démographique
L'évolution du nombre d'habitants est connue à travers les recensements de la population effectués dans la commune depuis 1793. Pour les communes de moins de 10 000 habitants, une enquête de recensement portant sur toute la population est réalisée tous les cinq ans, les populations de référence des années intermédiaires étant quant à elles estimées par interpolation ou extrapolation. Pour la commune, le premier recensement exhaustif entrant dans le cadre du nouveau dispositif a été réalisé en 2006.

En 2022, la commune comptait 435 habitants, en évolution de −9,75 % par rapport à 2016 (Pas-de-Calais : −0,72 %, France hors Mayotte : +2,11 %).
| 1793 | 1800 | 1806 | 1821 | 1831 | 1836 | 1841 | 1846 | 1851 |
| ---- | ---- | ---- | ---- | ---- | ---- | ---- | ---- | ---- |
| 550  | 640  | 620  | 681  | 817  | 727  | 745  | 785  | 742  |

| 1856 | 1861 | 1866 | 1872 | 1876 | 1881 | 1886 | 1891 | 1896 |
| ---- | ---- | ---- | ---- | ---- | ---- | ---- | ---- | ---- |
| 780  | 820  | 875  | 861  | 824  | 742  | 732  | 665  | 659  |

| 1901 | 1906 | 1911 | 1921 | 1926 | 1931 | 1936 | 1946 | 1954 |
| ---- | ---- | ---- | ---- | ---- | ---- | ---- | ---- | ---- |
| 601  | 548  | 549  | 424  | 488  | 439  | 443  | 438  | 444  |

| 1962 | 1968 | 1975 | 1982 | 1990 | 1999 | 2006 | 2011 | 2016 |
| ---- | ---- | ---- | ---- | ---- | ---- | ---- | ---- | ---- |
| 482  | 491  | 442  | 418  | 468  | 487  | 493  | 478  | 482  |

| 2021 | 2022 | - | - | - | - | - | - | - |
| ---- | ---- | - | - | - | - | - | - | - |
| 449  | 435  | - | - | - | - | - | - | - |

#### Pyramide des âges
En 2018, le taux de personnes d'un âge inférieur à 30 ans s'élève à 33,5 %, soit en dessous de la moyenne départementale (36,7 %). De même, le taux de personnes d'âge supérieur à 60 ans est de 24,2 % la même année, alors qu'il est de 24,9 % au niveau départemental.
En 2018, la commune comptait 233 hommes pour 246 femmes, soit un taux de 51,36 % de femmes, légèrement inférieur au taux départemental (51,5 %).
Les pyramides des âges de la commune et du département s'établissent comme suit.
| Hommes | Classe d’âge | Femmes |
| ------ | ------------ | ------ |
| 0,0    | 90 ou +      | 0,8    |
| 8,2    | 75-89 ans    | 12,8   |
| 14,2   | 60-74 ans    | 12,3   |
| 27,4   | 45-59 ans    | 26,0   |
| 16,1   | 30-44 ans    | 15,2   |
| 16,1   | 15-29 ans    | 16,1   |
| 18,0   | 0-14 ans     | 16,7   |

| Hommes | Classe d’âge | Femmes |
| ------ | ------------ | ------ |
| 0,5    | 90 ou +      | 1,6    |
| 5,6    | 75-89 ans    | 8,9    |
| 16,7   | 60-74 ans    | 18,1   |
| 20,2   | 45-59 ans    | 19,2   |
| 18,9   | 30-44 ans    | 18,1   |
| 18,2   | 15-29 ans    | 16,2   |
| 19,9   | 0-14 ans     | 17,9   |

## Économie

### Revenus de la population et fiscalité
En 2019, dans la commune, il y a 188 ménages fiscaux qui comprennent 453 personnes pour un revenu médian disponible par unité de consommation de 21 480 euros, soit inférieur au revenu médian de la France métropolitaine qui est de 21 930 euros,.

## Culture locale et patrimoine

### Lieux et monuments
- Le monument aux morts[40].
- Une chapelle.

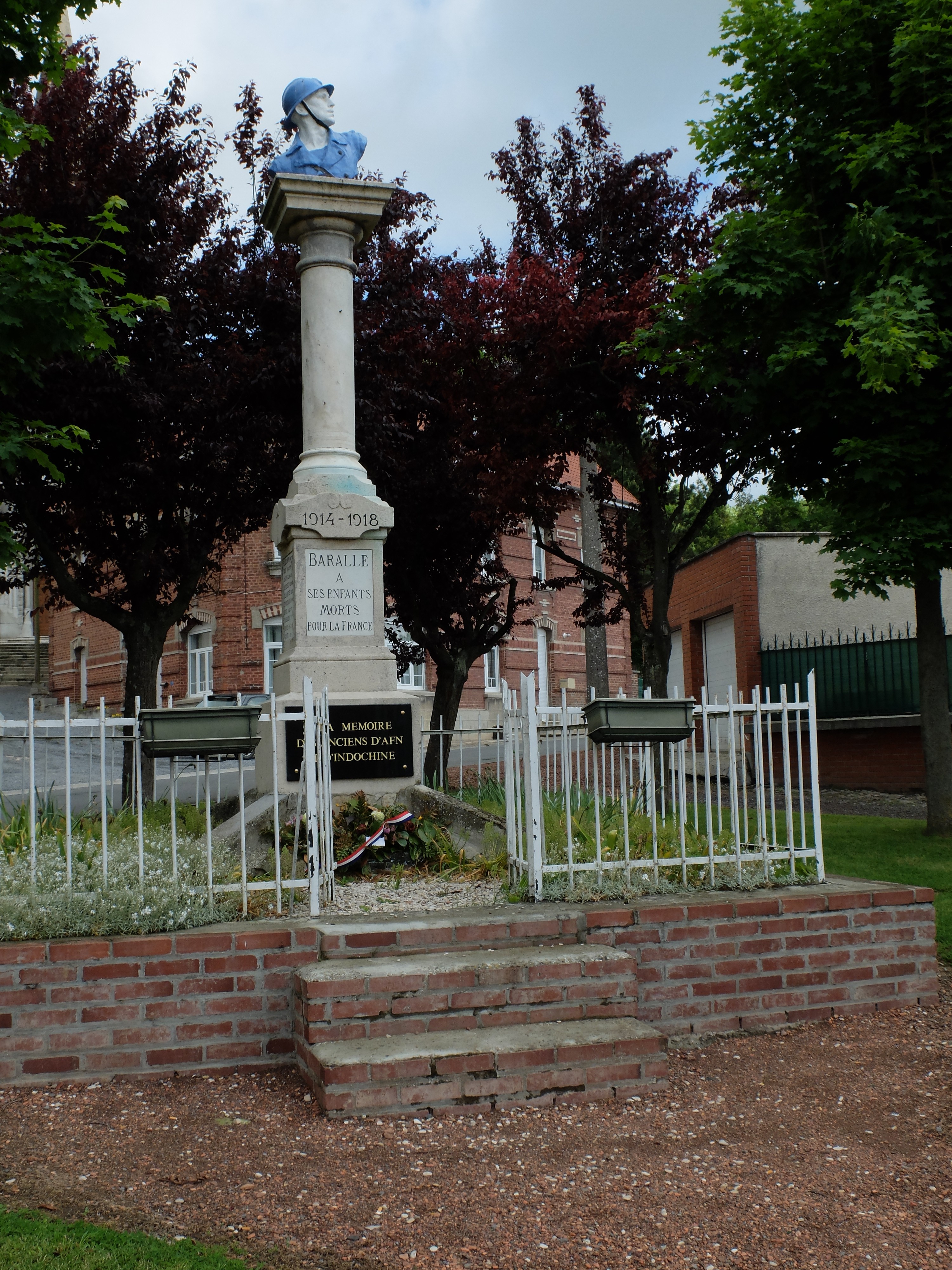
Le monument aux morts.
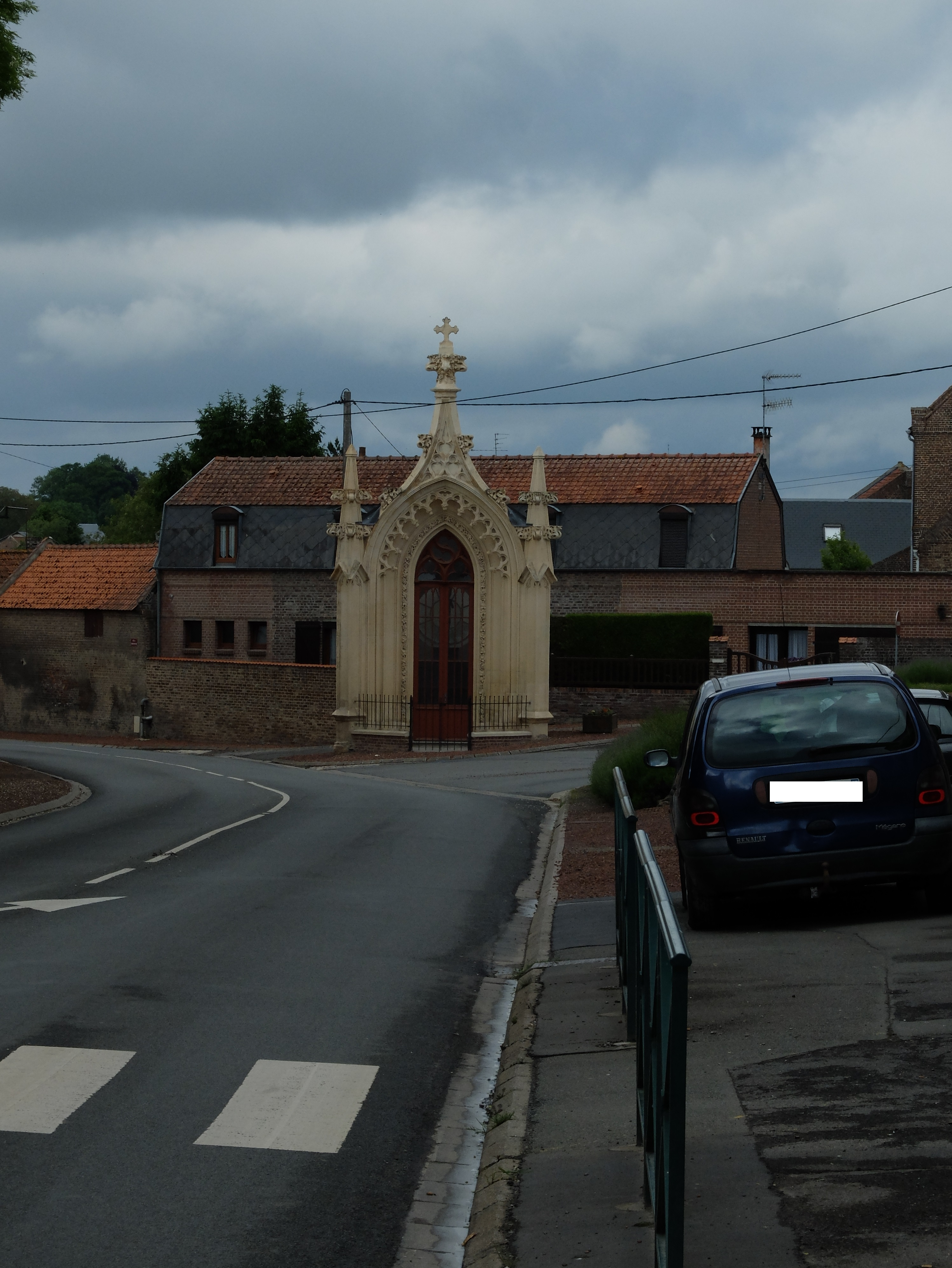
Une chapelle.

### Personnalités liées à la commune

#### Seigneurs de Baralle
- Martin-François le Sellier, écuyer, seigneur de Buissy, Baralle, demeurant au dit lieu, bénéficie d'une sentence de noblesse le 26 juillet 1691[24].

### Héraldique
| Armes de Baralle | Les armes de Baralle se blasonnent ainsi : d'azur à la bande d’argent chargée de trois quintefeuilles du champ. |

## Pour approfondir